# 川陝省蘇維埃政府舊址
川陝省蘇維埃政府舊址位於四川省巴中縣，文物遺址年代判定為1933年。1980年7月7日列為四川省重新確定公布的第一批省級文物保護單位。